# Godfrey Igwebuike Onah

Wappen von Godfrey Igwebuike Onah

Godfrey Igwebuike Onah (* 18. August 1956 in Imilike Ani, Enugu, Nigeria) ist Bischof von Nsukka.

## Leben
Godfrey Igwebuike Onah empfing am 28. Juli 1984 das Sakrament der Priesterweihe.
Am 13. April 2013 ernannte ihn Papst Franziskus zum Bischof von Nsukka. Der Erzbischof von Abuja, John Kardinal Onaiyekan, spendete ihm am 4. Juli desselben Jahres die Bischofsweihe; Mitkonsekratoren waren der Erzbischof von Onitsha, Valerian Okeke, und der emeritierte Bischof von Nsukka, Francis Emmanuel Ogbonna Okobo.